# Obake no Q-Tarō
Obake no Q-Tarō (オバケのQ太郎, Obake no Kyū-Tarō) est une série de manga japonaise de Fujiko Fujio puis Fujiko F. Fujio sur l'obake Q-Taro, qui vit avec la famille Ōhara. Q-Tarō, aussi connu sous le nom de « Q-chan » ou « Oba-Q », est un fauteur de troubles qui aime voler en faisant peur aux gens et voler de la nourriture, bien qu'il ait très peur des chiens.
L'histoire se concentre habituellement sur les bouffonneries de Q-Tarō et de ses amis. Le manga fut dessiné en 1964–1966 par le duo Fujiko Fujio (Hiroshi Fujimoto et Motoo Abiko) et en 1971–1974 par Hiroshi Fujimoto seulement (Fujiko F. Fujio). Un volume anglophone du manga fut publié au Japon sous le nom de Q the Spook.
Il y a eu trois adaptations en séries d'anime d'Obake no Q-Tarō. La première fut diffusée sur Tokyo Broadcasting System (TBS) en noir et blanc, de 1965 à 1967. La seconde série, produite en couleurs, fut diffusée de 1971 à 1972 sur Nippon TV. La troisième série fut diffusée de 1985 à 1987 sur TV Asahi. La série fut diffusée aux États-Unis dans les années 1970 sous le nom de Little Ghost Q-Taro, faisant d'elle l'un des deux seuls travaux de Fujiko F. Fujio à être localisé en anglais.
Un épisode de la première série (« Disputes et réconciliations ») fut diffusé en France le 26 novembre 1967 en version sous-titrée sous le nom d'Oba-Q le petit fantôme lors d'une des trois « soirées japonaises » de la 2e chaîne de l'ORTF (un spécial télévisé sur la culture japonaise). Cette diffusion marque la toute première présence d'un épisode d'un anime en France.

## Personnages
- Q-Tarō (Q太郎?)

Doublé par : Machiko Soga (1965), Junko Hori (1971), Fusako Amachi (1985)
Le protagoniste du manga, Q-Tarō a une peur des chiens et ne peut se transformer malgré le fait qu'il soit un obake.
- Shōta Ōhara (大原 正太, Ōhara Shōta?)

Doublé par : Kazue Tagami (1965), Yoshiko Ōta (1971), Katsue Miwa (1985)
Un ami humain de Q-tarō, Shōta Ōhara est un étudiant de l'école élémentaire. Q-Tarō l'appelle "Shō-chan" (正ちゃん) et Shota l'appelle Q-Tarō "Q-chan" (Qちゃん).
- Shin'ichi Ōhara (大原 伸一, Ōhara Shin'ichi?)

Doublé par : Masako Nozawa (1965), Sumiko Shirakawa (1971), Yū Mizushima (1985)
Le grand frère de Shōta. Il est un étudiant de l'école intermédiaire.
- U-ko (U子?)

Doublé par : Hiroko Maruyama (1971), Eiko Masuyama (1985)
U-ko, une judoka, est la petite amie obake de Q-Tarō.
- Doronpa (ドロンパ?)

Doublé par : Misae Kita (1965), Yoshiko Yamamoto (1971), Fuyumi Shiraishi (1985)
Doronpa est un obake américain. Q-Tarō tend à avoir une rivalité envers lui dû au fait qu'U-ko idolâtre l'intelligence de Doronpa et il adore énerver Q-Tarō car celui-ci est japonais.
- P-ko (P子?)

Doublé par : Yōko Mizugaki (1965), Kazuko Sawada (1971), Yūko Mita (1985)
P-ko est la petite sœur de Q-Tarō.
- O-jirō (O次郎?)

Doublé par : Makoto Kōsaka→Reiko Katsura (1971), Keiko Yokozawa (1985)
O-jirō est le petit frère de Q-Tarō. Bien qu'il puisse comprendre ce que les autres personnes disent, il peut uniquement dire « bakeratta ». Seul Q-Tarō comprend ce qu'O-jirō dit.
- X-zō (X蔵?)

Le père de Q-Tarō, P-ko, et O-jirō.
- O-zetto (おZ?)

La mère de Q-Tarō, P-ko, et O-jirō.
- Tsuyoshi Saigō (西郷 強, Saigō Tsuyoshi?)

Doublé par : Kaneta Kimotsuki (1965/1971), Hiroshi Takemura (1985)
Son surnom: Godzilla. Un intimidateur dans la classe de Shõta et dans son voisinage.
- Hakase (ハカセ?, "Professor")

Doublé par : Mitsuko Aso (1965), Sumiko Shirakawa (1971), Kaneta Kimotsuki (1985), Naoki Tatsuta (1985, remplaçant)
Le camarade de classe intelligent de Shõta.
- Kizao Kiza (木佐 キザオ, Kiza Kizao?)

Doublé par : Inconnu (1965), Kazuko Sawada (1971), Naoki Tatsuta (1985)
Le riche camarade de classe de Shõta qui flatte à l'excès Godzilla. Son nom est similaire à celui du garçon riche dans Kaibutsu-kun (de Fujiko A. Fujio)
- Yoshiko Koizumi (小泉 美子, Koizumi Yoshiko?)

Doublée par : Mariko Tsukai (1965), Michiko Nomura (1971), Sanae Miyuki (1985)
La camarade de classe de Shõta, toujours dénommée « Yotchan » (よっちゃん) et U-ko vit avec elle.
- Yukari (ユカリ?)

Doublée par : Inconnu (1965), Inconnu (1971), Yoko Asagami (1985)
La petite amie de Shin'ichi. Elle est une étudiante de l'école intermédiaire et P-ko vit avec elle.
- Koike (小池?)

Doublé par : Hiroshi Ōtake (1965), Akira Shimada (1971), Shingo Hiromori (1985)
Un chef de ramen, il apparait également en tant que chef de ramen dans Doraemon, professeur dans Ninja Hattori-kun (de Fujiko Fujio), un père de Michio dans Ultra B (de Fujiko A. Fujio)
- Kaminari (神成?)

Doublé par : Reizo Nomoto (1965 et 1971), Shingo Kanemoto (1985)
Le voisin des Õhara. Doronpa vit avec lui. Il ressemble à Doraemon

## Accueil et impact
L’adaptation en anime de 1965 provoqua un phénomène culturel nommé "Oba-Q boom" (オバQブーム Oba-Kyū būmu), ce qui fit augmenter le taux d'audience de la série de 30%, une grande popularité auprès des enfants et générer une variété de jouets, de chansons et de vêtements, ainsi qu'une foule imitateurs. La raison derrière la popularité de Q-Tarō était que la série était ancrée dans la vie japonaise quotidienne, avec Q-Tarō questionnant la structure de la société japonaise et les situations comiques qui s'ensuivaient dû à sa mauvaise interprétation de cette société,,.
Le créateur de Pac-Man, Tõru Iwatani, cita la série en tant qu'inspiration pour les designs des fantômes dans les jeux Pac-Man. Dans le manga To Love-ru, le personnage fantôme Shizu Murasame a, en hommage à Little Ghost Q-Taro, une peur des chiens.